# Sphenophryne
A Sphenophryne a kétéltűek (Amphibia) osztályába, valamint a békák (Anura) rendjébe és a szűkszájúbéka-félék (Microhylidae) családjába tartozó nem. 

## Előfordulásuk
A nembe tartozó fajok a Pápua Új-Guinea endemikus fajai.

## Rendszerezés
A nembe az alábbi fajok tartoznak:
- Sphenophryne allisoni (Zweifel, 2000)
- Sphenophryne brevicrus (Van Kampen, 1913)
- Sphenophryne coggeri (Zweifel, 2000)
- Sphenophryne cornuta Peters & Doria, 1878
- Sphenophryne crassa Zweifel, 1956
- Sphenophryne dentata Tyler & Menzies, 1971
- Sphenophryne magnitympanum (Kraus & Allison, 2009)
- Sphenophryne miniafia (Kraus, 2014)
- Sphenophryne rhododactyla (Boulenger, 1897)
- Sphenophryne rubra (Zweifel, 2000)
- Sphenophryne schlaginhaufeni Wandolleck, 1911
- Sphenophryne similis (Zweifel, 2000)
- Sphenophryne stenodactyla (Zweifel, 2000)
- Sphenophryne thomsoni (Boulenger, 1890)